# 印度尼西亞共和國 (1949年—1950年)
印度尼西亞共和国是印度尼西亞聯邦共和國的成員国，成立于1949年12月27日。
共和國的領土包括爪哇岛部份地區和蘇門答臘大部份地區，首府位於日惹。 印度尼西亞共和国的總統是阿薩特（蘇卡諾是印度尼西亞聯邦共和國的總統），首任總理是苏桑托·蒂尔托普罗佐，任期至1950年1月16日，之後由阿卜杜勒·哈利姆接任。
1950年8月17日，由於印度尼西亞聯邦共和國僅餘的成員国相繼解散，併入單一制的印度尼西亞共和國，因此印度尼西亞聯邦共和國不復存在，至此印尼共和國已控制前荷屬東印度的全部領土，但荷屬新幾內亞除外。